# Rhomboda atrorubens
Rhomboda atrorubens là một loài thực vật có hoa trong họ Lan. Loài này được (Schltr.) Ormerod miêu tả khoa học đầu tiên năm 1995.